# براندان كار (محامي)
براندان كار (بالإنجليزية: Brendan Carr)‏ هو محامي أمريكي، ولد في 5 يناير 1979 في واشنطن العاصمة في الولايات المتحدة.